# 박성아
박성아(1999년 12월 13일~)는 대한민국의 여자 치어리더이다.

## 경력
- kt wiz 응원단 치어리더
- 청주 KB국민은행 스타즈 치어리더
- 용인 삼성생명 블루밍스 치어리더
- 수원 kt 소닉붐 치어리더
- 인천 신한은행 에스버드 응원단 치어리더
- 인천 전자랜드 엘리펀츠 응원단 치어리더